# Haruj
Haruj (en árabe: هروج) es un campo volcánico grande, repartido en unos 45.000 kilómetros cuadrados (17.000 millas cuadradas) en el centro del país africano de Libia. Contiene alrededor de 150 volcanes, entre ellos numerosos conos de escoria basáltica y cerca de 30 pequeños volcanes en escudo, junto con cráteres y ríos de lava.